# Osieczyna
Osieczyna – przysiółek wsi Godków w Polsce, położony w województwie dolnośląskim, w powiecie średzkim, w gminie Kostomłoty.
W latach 1975–1998 przysiółek administracyjnie należał do województwa wrocławskiego.